# Ганський Олексій Павлович
Олексі́й Па́влович Га́нський (рос. Алексей Павлович Ганский; 8 (20) липня 1870, Одеса — 29 липня (11 серпня) 1908, Сімеїз) — астроном, геодезист і гравіметрист.

## Життєпис
Народився в Одесі. Закінчив Новоросійський університет в Одесі. Стажувався в Пулковській обсерваторії. Слухав лекції в Сорбонні. Працював в Паризькій, Потсдамській і Медонській обсерваторіях, з 1905 — співробітник Пулковської обсерваторії, ініціатор створення в 1908 році її Сімеїзького відділення.
Основні наукові дослідження відносяться до фізики Сонця. Отримав виняткові за якістю фотографії сонячних плям, виявив залежність форми сонячної корони від кількості плям. У 1905 встановив, що середня тривалість життя окремих гранул становить 2-5 хвилин, потім вони розпадаються і замінюються новими. Брав участь в експедиціях на Нову Землю, до Іспанії і Середньої Азії для спостережень повних сонячних затемнень, в 1897—1905 зробив дев'ять сходжень на Монблан для визначення сонячної постійної, позазатемнених спостережень сонячної корони, спостережень Венери. У 1899—1901 брав участь в експедиції на Шпіцберген для градусних вимірювань і визначення сили тяжіння.
Секретар Російського відділення Міжнародної сонячної комісії, віце-президент Російського астрономічного товариства.
Медаль ім. П. Ж. С. Жансена Паризької АН (1904).
Втонув під час купання в шторм 29 липня (11 серпня) 1908 року в Сімеїзі. Похований на території Полікурівського меморіалу в Ялті.

## Роботи
- Die totale Sonnenfinsterniss am 8 August 1896, Über die Corona und den Zusammenhang zwischen ihrer Gestaltung und anderen Erscheinungsformen der Sonnentätigkeit, «Вісті Академії наук», 1897, т. 6, № 3;
- Дослідження 30-дюймового об'єктиву Пулковськой обсерваторії за способом Гартмана, «Вісті Академії наук», 1904, т. 20, № 2;
- Sur la grande période de l'activité solaire, «Вісті Академії наук», № 4;
- Observations de l'éclipse total du Soleil de 30 août 1905…, "Mitteilungen der Nicolai-Hauptsternwarte zu Pulkowo, 1906, Bd 1, № 10;
- Etudes des photographies de la couronne solaire, «Вісті Академії наук», 1907, Bd 2, № 19;
- Mouvements des granules sur la surface du Soleil, «Вісті Академії наук», 1908, Bd 3, № 25;
- Про рух речовини в короні Сонця, «Вісті Російського астрономічного товариства», 1908, вип. 13, № 9.

## Вшанування пам'яті

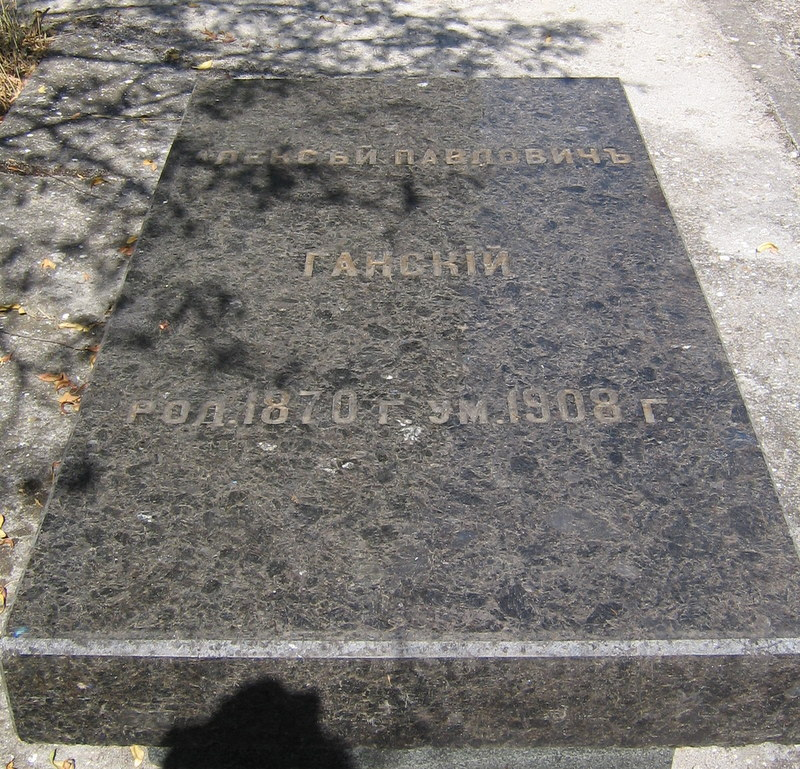
Надгробок Олексія Ганського

Його ім'ям названий місячний кратер Ганський (Ganskiy) і мала планета (1118 Hanskya), відкрита С. І. Белявським і Н. Івановим 29 серпня 1927 року в Сімеїзькій обсерваторії. На честь Ганського названі вулиці в смт Сімеїзі і в Ялті.